# Wilhelmus Bekkers
Wilhelmus Bekkers (Arnhem, 21 août 1890 - Arnhem, 13 novembre 1957) fut un ancien tireur à la corde hollandais. Il a participé aux Jeux olympiques de 1920 et remporta la médaille d'argent avec l'équipe hollandaise.